# Carl Friese
Pour les articles homonymes, voir Friese.
Carl Friese (né le 5 octobre 1855 à Sopron, mort le 9 mai 1912 à Dresde) est un acteur et metteur en scène allemand.

## Biographie
Carl Friese est le fils de l'acteur Carl Adolf Friese (1831–1900). Sa vie professionnelle commence comme employé de banque, mais il se produit sur les scènes des clubs. Au bout de deux ans, il met fin à sa carrière d'employé et, sans avoir bénéficié d'aucune formation artistique, il se consacre désormais professionnellement à l'art de la scène. Carl Friese a son premier rôle d'acteur professionnel le 19 octobre 1876 avec le rôle de Chardonneret dans la pièce Die Pfarrersköchin à Krems, en Basse-Autriche. Après six ans en tant qu'acteur dans des salles des provinces austro-hongroises (par exemple à Czernowitz, Troppau, Marienbad), au cours desquelles il se développe en tant que comédien de personnages, Friese vient à Vienne en 1882 et devient membre de l'ensemble du Theater in der Josefstadt, quitte l'année suivante pour une saison au Théâtre de la Résidence de Hanovre (de), en 1884 au Théâtre Carl-Schultze (de) de Hambourg, puis retourne à Hanovre. En 1886, Carl Friese se rend aux États-Unis pour y jouer sur des scènes de langue allemande : il y commence son travail au Thalia-Theater de New York et voyage dans une quarantaine de villes américaines, dont San Francisco. À Reno, il déclare avoir joué le rôle du colonel Ollendorf dans Der Bettelstudent devant des cow-boys et des Indiens.
De retour en Europe en 1890, Friese joue à nouveau à Hanovre et deux ans plus tard, après un détour par Berlin, il rejoint l'ensemble du Théâtre de la Résidence de Dresde, dont il sera membre pendant vingt ans jusqu'à sa mort. Sa première à Dresde est la réouverture du théâtre le 16 septembre 1893, Beernboom dans l'opérette Lachende Erben, dans laquelle Rudolf Dellinger fait également ses débuts comme chef d'orchestre du théâtre et directeur musical. Le 9 décembre 1893, il incarne Springer dans la première allemande de l'opéra La Fiancée vendue de Bedřich Smetana. S'ensuivent de nombreuses farces, comédies et opérettes : il va exercer une influence marquante sur le visage artistique du théâtre pendant deux décennies. Son répertoire comprend notamment Mylius dans Der Hochtourist, Valentin dans Der Verschwender, Wieberg dans la comédie de Paul Lindau Die beiden Leonoren... Bien qu'il ne soit pas formé au chant, il est convaincant dans ses rôles d'opérette.
Peu de temps après sa représentation d'adieu au Théâtre de la Résidence, Friese voulait passer au Théâtre Albert de Dresde (de), il meurt subitement. Selon le Theater-Almanach en 1913, Friese a donné 5 760 représentations avec 428 rôles différents au Residenz-Theater de Dresde.
Au Théâtre de la Résidence de Dresde, Friese met en scène des comédies et des opérettes, comme La Veuve joyeuse de Lehár en 1906. Il devient directeur adjoint du théâtre aux côtés d'Alexander Rotter.